# Abou Mohammed al-Adnani
Taha Sobhi Falaha (en arabe : طٰهٰ صُبْحِيِّ فَلَاحَةٍ), dit Abou Mohammed al-Adnani al-Chami (en arabe : أَبُو مُحَمَّدٍ ٱلْعَدْنَانِيُّ ٱلشَّامِيُّ), né en 1977 à Binnish et mort le 30 août 2016 près d'Al-Bab, en Syrie, est un djihadiste syrien. Il fut à la fois porte-parole, chef militaire et responsable des opérations terroristes extérieures de l'État islamique.

## Biographie

### Jeunesse
Taha Sobhi Falaha naît en 1977 dans la ville de Binnish, dans le gouvernorat d'Idleb, en Syrie. Issu d'une famille modeste, il est le dernier né d'une fratrie de six enfants. Calme, renfermé et mauvais élève, il quitte rapidement le collège et travaille un temps comme maçon. Selon un ancien ami d'un frère aîné de Taha Sobhi Falaha, ce dernier se serait tourné vers la religion après la mort d'un de ses rares et proches amis dans un accident de voiture. Il disparaît peu après en 1998 et pendant plusieurs années, sa famille reste sans nouvelle de lui.

### Irak
Selon une biographie rédigée par Turki al-Binali (en), Abou Mohammed al-Adnani s'est personnellement impliqué dans le militantisme islamique dès l'an 2000. Son professeur était Abou Anas al-Chami (en), un haut dirigeant de la Jama'at al-Tawhid wal-Jihad
Il jure allégeance à Abou Moussab Al-Zarqaoui avec trente-cinq autres personnes alors qu'il était encore en Syrie, avec pour plan de combattre le régime de Bachar al-Assad. Cependant, lorsque les Américains envahissent l'Irak en 2003, Adnani devient l'un des premiers combattants étrangers à s'opposer à la coalition américaine en Irak.
Il est convoqué à plusieurs reprises pour être interrogé par les services de renseignements syriens, ayant notamment été arrêté à trois reprises. L'une des fois où il a été arrêté, il passait par Boukamal pour se rendre en Irak pour la première fois. Il  passe des mois en détention mais il est finalement libéré après avoir refusé de divulguer des informations, malgré d'intenses séances de tortures.
Al-Adnani, aux côtés d'Abou Hamza al-Mouhajer, est l'un des derniers à évacuer la ville de Falloujah après la deuxième bataille de Falloujah en 2004.

#### Arrestation en mai 2005
En mai 2005, il est arrêté dans la province d'Al-Anbar sous le faux nom de Khalaf Nazal al-Rawi. Il est emprisonné pendant cinq ans à Camp Bucca, où il rencontre Abou Bakr al-Baghdadi,,,,.
Il est libéré en 2010. En décembre 2012, les services de renseignements irakien déclare qu'il utilisait un certain nombre d'alias, notamment "Abu Mohamed al-Adnani, "Taha al-Banshi", "Jaber Taha Falah", "Abu Baker al-Khatab" ou encore "Abu Sadek al-Rawi".

### Syrie
À la fin de l'année 2011, Abou Mohammed al-Adnani regagne la Syrie alors que le pays est en proie à la guerre civile. Il participe avec Abou Mohammed al-Joulani à la création du Front al-Nosra. Il regagne notamment sa ville natale de Binnish où il nomme le fils d’une des plus grandes familles de la localité comme chef local et épouse la sœur de celui-ci, âgée de 15 ans. Il rallie l'État islamique en Irak et au Levant (EIIL) à sa fondation, en avril 2013. Abou Bakr al-Baghdadi, le chef de l'EIIL, l'aurait alors placé à la tête de ses forces en Syrie.
Le 2 janvier 2014, la guerre éclate entre les rebelles syriens et l'État islamique en Irak et au Levant. Dans ce contexte, Abou Mohammed al-Adnani appelle ses hommes à anéantir les rebelles et déclare à ces derniers le 7 janvier : « Aucun de vous ne survivra, et nous ferons de vous un exemple pour tous ceux qui pensent suivre le même chemin ». L'EIIL se considère désormais également en guerre contre le Conseil national syrien : « Chaque membre de cette entité est une cible légitime pour nous, à moins qu'il ne déclare publiquement son refus de […] combattre les moudjahidines ».
En mars 2014, après qu'Abou Abdallah al-Chami (le chef du Harakat Fajr al-Cham al-Islamiyya) ait affirmé que l'EIIL était plus extrémiste que les premiers kharidjites, il appelle, le « Front Joulani » à procéder à la mubâhala, une exécration réciproque dans laquelle deux parties invoque chacune la malédiction d'Allah sur la partie qui ment,. Un mois après, il réitère son appel à la mubâhala dans ces termes : « Ô Allah, si cet État est un État de kharidjites détruit le, tue son leader, brise ses rangs, abat sa bannière et guide ses soldats à la vérité. Ô Allah, et si c’est un État d’Islam qui gouverne par ton livre et la tradition de ton prophète, et qui effectue le djihad contre tes ennemis, maintiens-le fermement, renforce-le, soutiens-le, accorde-lui une autorité sur la terre et fait de lui un califat sur la méthodologie prophétique. ». Ces déclarations ont lieu dans un contexte d'affrontement généralisé entre les différentes factions rebelles en Syrie et notamment le Front al-Nosra qui dispute à l'EIIL, le leadership du djihadisme dans le pays.
Le 29 juin 2014, c'est lui qui annonce la « restauration du califat » proclamée par l'État islamique, et la désignation d'Abou Bakr al-Baghdadi comme « calife ». Le même jour, il apparaît dans une vidéo au côté d'Abou Omar al-Chichani, le chef militaire de l'organisation, supervisant la destruction symbolique de la frontière syrio-irakienne.

#### Le «Ministre des attentats»
Le 8 août 2014, date du début des frappes aériennes occidentales, marque un changement de stratégie de la part de l'État islamique vis-à-vis de l'Occident. Le groupe passe d'une logique de « djihad régional » — focalisé à la lutte contre les États de la région — à une logique de « djihad global », en se déclarant en lutte contre le reste du Monde et en particulier contre l'Occident,. Dans un message publié le 22 septembre 2014, Abou Mohammed al-Adnani appelle au meurtre des citoyens des pays de la Coalition : 

« Si vous pouvez tuer un incroyant américain ou européen — en particulier les méchants et sales Français — ou un Australien ou un Canadien, ou tout [...] citoyen des pays qui sont entrés dans une coalition contre l'État islamique, alors comptez sur Allah et tuez-le de n'importe quelle manière. Si vous ne pouvez pas trouver d'engin explosif ou de munitions, alors isolez l'Américain infidèle, le Français infidèle, ou n'importe lequel de ses alliés. Écrasez-lui la tête à coups de pierres, tuez-le avec un couteau, renversez-le avec votre voiture, jetez-le dans le vide, étouffez-le ou empoisonnez-le,,. »

Porte-parole et chef militaire, al-Adnani devient également le « Ministre des attentats » de l'État islamique selon les services de renseignement occidentaux. D'après une enquête du New York Times, à partir de 2014 il est à la tête d'une cellule secrète, appelée l'Amniyat, ou l'Emni, chargée de planifier des attentats partout dans le monde. Cette cellule serait divisée en trois branches ; une pour les opérations européennes, une pour les opérations asiatiques et une pour les opérations au Moyen-Orient. Début 2015, il rencontre plusieurs terroristes de l'État islamique à l'issue d'une formation spéciale qui leur a été dispensée dans un camp d'entraînement à proximité du barrage de Tabqa. Les terroristes, destinés aux attentats à l'étranger, lui jurent fidélité.
En octobre 2015, à la suite de l'intervention militaire russe en Syrie, Abou Mohamed al-Adnani appelle : « Les musulmans en tous lieux à lancer le djihad contre les Russes et les Américains ».
Il pourrait être l'organisateur des attentats du 13 novembre 2015 à Paris. Il pourrait également avoir inspiré l'attentat du 14 juillet 2016 à Nice

#### Mort
En 2014, le Département d'État des États-Unis à travers son programme Rewards for Justice offre 5 millions de dollars pour toute information permettant sa capture,.
Le 30 août 2016, l'État islamique annonce via Amaq la mort d'Abou Mohammed al-Adnani, tué dans le gouvernorat d'Alep en « inspectant les opérations militaires »,. Selon Le Monde, il aurait été tué le jour même à 3 heures du matin, à la sortie d'al-Bab.
Peu après l'annonce faite par l'État islamique, les États-Unis affirment que le véhicule d'al-Adnani a été la cible d'un tir de missile Hellfire mené par un drone MQ-1 Predator près d'al-Bab, mais indiquent ne pas être encore en mesure de confirmer sa mort. L'opération a été menée par les forces spéciales américaines et la CIA,. Mais le lendemain, la mort d'Al-Adnani est revendiquée par le ministère russe de la Défense qui déclare que le chef djihadiste et une quarantaine de ses hommes ont été tués par un Soukhoï Su-24 lors d'un bombardement sur le village d'Oum Hoch (en). Le 12 septembre 2016, le porte parole du Pentagone Peter Cook (en) confirme qu'Al Adnani a été tué par les troupes américaines.
Selon le chercheur Charles R. Lister, la mort d'al-Adnani est « un grand coup » porté à l'EI. Pour Romain Caillet, il était « sans doute le leader le plus charismatique » de l'organisation djihadiste. Selon le journaliste Wassim Nasr : « C’était un personnage primordial, qui avait le titre de porte-parole de l’EI, mais beaucoup plus important que cela, il avait le rôle de superviseur de plusieurs actions de l’EI, dont les opérations extérieures ».
Il est remplacé dès le 5 décembre 2016 par un militant répondant au nom de guerre d'Abou Hassan al-Mouhajir,. Celui-ci finit par être tué à son tour (également par des tirs de missiles Hellfire) avec 4 de ses hommes, le 27 octobre 2019, lors d'un raid aérien de la CIA sur le village d'Aïn al-Bayda (en), à quelques dizaines de kilomètres au nord-est de l'endroit où al-Adnani avait rendu l'âme. À noter que sa mort intervient le lendemain de celle d'Abou Bakr al-Baghdadi, le chef de l'organisation, tué dans un autre raid américain, à Baricha.

### Vidéographie
- [vidéo] Quel impact pour le groupe État islamique après la mort d’Al-Adnani ?, France 24, 31 août 2016.